# Marián Kozinka
Marián Kozinka (22. září 1941 – 4. října 2005) byl slovenský fotbalista, který nejčastěji nastupoval na pravém kraji obrany nebo ve středu pole. Jeho mladší bratr František Kozinka byl prvoligovým brankářem a československým reprezentantem.

## Fotbalová kariéra
V československé lize hrál za Spartak Trnava, Jednotu Trenčín a ZVL Žilina. Nastoupil v 88 ligových utkáních a dal 3 ligové góly. V nižší soutěží hrál i za VTJ Dukla Komárno a ZVK Kysucké Nové Mesto.

## Ligová bilance
| Ročník                                   | Zápasy | Góly | Minuty | Klub            |
| ---------------------------------------- | ------ | ---- | ------ | --------------- |
| 1. československá fotbalová liga 1960/61 | 11     | 1    | 848    | Spartak Trnava  |
| 1. československá fotbalová liga 1961/62 | 15     | 0    | 1 350  | Spartak Trnava  |
| 1. československá fotbalová liga 1963/64 | 2      | 0    | 106    | Jednota Trenčín |
| 1. československá fotbalová liga 1964/65 | 11     | 1    | 947    | Jednota Trenčín |
| 1. československá fotbalová liga 1965/66 | 12     | 1    | 1 080  | Jednota Trenčín |
| 1. československá fotbalová liga 1967/68 | 12     | 0    | 1 006  | ZVL Žilina      |
| 1. československá fotbalová liga 1968/69 | 21     | 0    | 1 738  | ZVL Žilina      |
| 1. československá fotbalová liga 1970/71 | 4      | 0    | 291    | ZVL Žilina      |
| CELKEM                                   | 88     | 3    | 7 366  |                 |